# Alles Gute kommt von unten
Alles Gute kommt von unten ist der dritte Sampler des Musiklabels ersguterjunge. Er wurde am 7. Dezember 2007 veröffentlicht und enthält Beiträge des Labelchefs Bushido sowie der damals beim Label unter Vertrag stehenden Künstler Kay One, Saad, Chakuza, Eko Fresh, D-Bo, Bizzy Montana, Nyze sowie den Produzenten Screwaholic, DJ Stickle und Decay. Außerdem ist der Rapper Summer Cem, der bei German Dream unter Vertrag stand, auf dem Album vertreten.

## Produktion
Der Sampler wurde zum Großteil von dem Produzenten-Duo Beatlefield, bestehend aus Chakuza und DJ Stickle, produziert, das elf Beats beisteuerte. Der Produzent Screwaholic produzierte fünf Lieder, während Decay für die musikalische Untermalung von drei Songs sorgte. Je ein Instrumental stammt von Bizzy Montana und D-Bo.

## Covergestaltung
Das Albumcover der Standard-Edition zeigt eine dunkelgraue 3 und darunter die geschwungenen, grauen Schriftzüge *ersguterjunge*, Alles Gute kommt von unten und Sampler vol. 3. Der Hintergrund ist größtenteils in Schwarz gehalten und am oberen Bildrand steht Bushido präsentiert. Die Limited-Edition ziert ein dunkelbraunes Cover, auf dem sich die geschwungenen Schriftzüge *ersguterjunge* und Sampler vol. 3 befinden. Am unteren Bildrand steht der Titel Alles Gute kommt von unten und Limited Edition, wogegen Bushido präsentiert am oberen Bildrand steht.

## Titelliste
| #  | Titel                      | Künstler                  | Produzent     | Länge |
| -- | -------------------------- | ------------------------- | ------------- | ----- |
| 1  | Intro                      |                           |               | 0:20  |
| 2  | Über den Wolken            | Chakuza, Kay One, Bushido | Beatlefield   | 4:08  |
| 3  | Doppelkopf Anakonda        | Bushido, Saad             | Screwaholic   | 3:44  |
| 4  | Wer?                       | Bizzy Montana             | Screwaholic   | 3:31  |
| 5  | Eins zu Eins               | Chakuza                   | Beatlefield   | 2:54  |
| 6  | Gottes Wille               | Saad, D-Bo                | Screwaholic   | 3:45  |
| 7  | Jeder Tag ist Grau         | Bizzy Montana, Kay One    | Bizzy Montana | 4:47  |
| 8  | Der, der ich bin           | Bushido                   | Beatlefield   | 4:19  |
| 9  | Stärker & größer           | Chakuza, D-Bo, Eko Fresh  | Beatlefield   | 4:35  |
| 10 | Kannst du es sehen?        | Nyze                      | Beatlefield   | 3:08  |
| 11 | Baba Saad                  | Saad                      | Screwaholic   | 3:08  |
| 12 | Was auch immer             | Chakuza, Summer Cem       | Beatlefield   | 3:17  |
| 13 | Du Mädchen                 | Bizzy Montana, Bushido    | Decay         | 3:32  |
| 14 | New Kid on the Block       | Kay One                   | Beatlefield   | 2:29  |
| 15 | Nicht mit euch             | Nyze, Chakuza             | Beatlefield   | 3:50  |
| 16 | Alles Gute kommt von unten | Bushido, Kay One, Chakuza | Beatlefield   | 3:48  |
| 17 | Hör mir zu                 | Summer Cem                | Beatlefield   | 3:16  |
| 18 | Nur ein Traum              | D-Bo                      | D-Bo          | 3:25  |
| 19 | Attentat                   | Saad, Summer Cem          | Decay         | 3:54  |
| 20 | Zeitmaschine               | D-Bo, Kay One             | Screwaholic   | 3:19  |
| 21 | Branx Genie                | Eko Fresh                 | Beatlefield   | 4:02  |
| 22 | Asche zu Asche             | Nyze, Kay One, Bushido    | Decay         | 3:46  |

Bonus-DVD der Limited-Edition:
| # | Titel                              | Länge |
| - | ---------------------------------- | ----- |
| 1 | Sampler-Dokumentation              | 52:10 |
| 2 | Photoshooting                      | 7:01  |
| 3 | Alles Gute kommt von unten (Video) | 3:48  |
| 4 | Making Of - Video                  | 9:16  |

## Chartplatzierungen und Singles
Alles Gute kommt von unten stieg in der 52. Kalenderwoche des Jahres 2007 auf Platz 8 in die deutschen Albumcharts ein und konnte sich acht Wochen in den Top 100 halten.
Der Titelsong Alles Gute kommt von unten wurde vorab als Single ausgekoppelt, stieg auf Rang 57 in die deutschen Charts ein und hielt sich neun Wochen in den Top 100. In Österreich erreichte das Lied Position 68 und verließ die Charts nach zwei Wochen.